# 新 必殺からくり人
『新 必殺からくり人』（しんひっさつからくりにん）は1977年11月18日から1978年2月10日まで、テレビ朝日系で毎週金曜日22:00 - 22:54に放送した朝日放送と松竹（京都映画撮影所、現・松竹撮影所）共同製作のテレビ時代劇。全13話。
必殺シリーズの第11作、必殺からくり人シリーズの第3作。

## 概要
『東海道五十三次』をモチーフに殺しの依頼があぶり出しで浮世絵に表れるアイデアと実在の人物の高野長英が殺し屋の一人となる大胆な設定を盛り込み、シリーズ初の「旅物」として、『必殺仕舞人』などへと続く基盤を築いた。
シリーズ第8作『必殺からくり人』とはキャスト（緒形拳、山田五十鈴、芦屋雁之助、ジュディ・オング）以外の関連性はないが、花乃屋仇吉の昔の名である「お艶」を使うなど、そのイメージを受け継いでいる。
必殺シリーズでは数少ない殺し屋グループの一員 全てが殺し技を持つ作品である。他シリーズに1人は必ず居た密偵はグループの男性 3人が兼務している。
『新 必殺からくり人 東海道五十三次殺し旅』と誤表記される場合があるが、番組名はあくまで『新 必殺からくり人』で「東海道五十三次殺し旅」は各話サブタイトルの一部である。
音楽担当の平尾昌晃は本作を以て、シリーズから一旦離れることとなった。楽曲は旧作からの流用が中心となり、番組のハイライトとなる殺しのテーマ曲は通例のように主題歌（『惜雪』）のアレンジではなく、『必殺仕掛人』（「荒野の果てに」インストゥルメンタル及び「必殺！」）からの流用となった。『必殺からくり人 血風編』の流用を除いてはシリーズ初のパターンである。本作の為に作られた新曲の大半は未使用に終わったが、それらの曲の一部は後の作品に流用した。主題歌のインストゥルメンタル（ヴァイオリン）は被害者の回想など、ごく稀に使われたのみで使用しない回が大半である。

## あらすじ
天保太夫こと、泣き節お艶一座は表の顔は小屋掛けの芸人一座だが、裏では弱い者の恨みを金で晴らす「からくり人」である。ある夜、天保太夫一座に役人に追われる男が転がり込んで来る。自らも後ろ暗い所のある一座は、手傷を負った男の素性も追われる理由も聞かず、追っ手の役人たちから庇う。
翌日、奉行所からの呼び出しを受けて出頭したお艶たちは、天保の改革による奢侈禁止令により、江戸所払いを言い渡された。さらに昨夜の男を匿ったと疑う役人によって、小屋に火を点けられ、一座は小屋と身の回りの物を全て失ってしまう。そんな途方に暮れる一座に、絵師の安藤広重が声をかけてきた。
広重は以前、お艶たちの裏稼業の現場を目撃しており、自分が「東海道五十三次」を描き上げる道中で見てきた、各地の非道な悪人たちを仕置して欲しいと依頼する。広重の真意を計りかねながらも依頼を引き受け、お艶たちは仕置を果たす。江戸を後にする道中で、例の謎の男「蘭兵衛」が加わり、一座は京都に向かって、東海道五十三次の殺し旅へと旅立つのだった。

## 登場人物

### 天保太夫一座
蘭兵衛（高野長英）
演 - 近藤正臣
第1話で幕府に追われ（蛮社の獄）、一座に逃げ込んで来た男。
当初は一座の人間にも正体を隠していたが、第2話で、お艶に見破られる。
実在の人物が殺し屋となる設定は必殺シリーズ初の試みである。
本業である医術の腕を見せることも何度かあり、お艶に渡された仕込杖を得物とした剣さばきも相当の腕前を誇った。常に飄々とした態度を崩さず、お艶やブラ平からの揺さぶりも平然と受け流す懐の深さを持つ。
最終話で幕府に再び追われ、ブラ平に顔を焼かせて、人相を変え、一座と別れる。
ブラ平
演 - 芦屋雁之助
一座の副座長で、油の入った徳利と蝋燭を使った火芸を得意とする。
噺し家塩八（今昔亭塩八）
演 - 古今亭志ん朝
一座の落語家。一座の中で一番明るく、よく喋る。女好きで、岡場所で女郎たちから情報を得ることが多い。いつも他人を笑わせていて、女郎に小判を酒手として与え、足の裏をくすぐってもらい笑うのが好き（第2話など）。
第7話で悪人が携帯する銃で胸を撃たれ、瀕死の重傷を負いながらも高座に上がり、大勢の聴衆から拍手喝采を受ける幻を見ながら死ぬ。
本来は旗本の生まれであるが、このことを知るのはお艶のみである。
小駒（小駒太夫）
演 - ジュディ・オング
お艶の義理の娘。第1話のお艶の台詞によれば、年齢は17歳である。
独楽を使った芸をする。蘭兵衛に淡い恋心を抱くが叶うことはなかった。
生き別れの兄を殺すというからくりに参加するが、土壇場で駒を落としてしまい兄は殺せず。その後兄は蘭兵衛が仕留めた。
泣き節お艶
演 - 山田五十鈴
天保太夫一座の座長で三味線の新内節を演目とする他、他の芸人の伴奏役を務める。
殺し屋としての通り名は殺し節のお艶。頭の切れる策士で殺しを冷静沈着に遂行して、大勢の敵を向こうに回しての大立ち回りをこなす。
安藤広重からの依頼を百三十両で請負い、東海道を京へ向かう殺し旅に出発する。
江戸に居た時に春（後の茶卸売り問屋 壺屋春之介）を弟子にしていたが、旅の途中で再会する。

### その他
安藤広重
演 - 緒形拳
浮世絵『東海道五十三次』の作者。オープニング ナレーションは広重のモノローグとして作られている。
旅先で見かけた悪人や悪事にまつわる物事を浮世絵の中に描き込み、絵を火であぶると赤く浮き出る仕掛けとなっている。
第1話で偶然、お艶たちの仕置を目撃して、一件に付き、十両。計 百三十両の大金を出して、十三ヶ所にいる悪党を仕置する様に依頼した。
最終回で、意外な正体が明らかとなる。

### ゲスト
第1話 「東海道五十三次殺し旅 日本橋」
- 笹川妥女 - 草野大悟
- 三田屋清造 - 大塚国夫
- 藤川儀兵ヱ - 近藤宏
- 同心 渡辺 - 剣持伴紀
- 備前屋 - 牧冬吉
- 甲州屋 - 松田明
- 近江屋 - 北見唯一
- 同心 - 吉田良全
- 仙次郎 - 伴勇太郎
- 棺桶屋 - 堀北幸夫
- 妻 - 玉川和子
- 侍 - 広田和彦
- 同心 - 美鷹健児
- 同心 - 東悦次

第2話 「東海道五十三次殺し旅 戸塚」
- あき - 川口晶
- 紋三郎 - 岸田森
- 佐市 - 倉石功
- 木曽屋 - 西山嘉孝
- 蓬莱屋加兵衛 - 岡田英次
- 常 - 近江輝子
- 女郎 - 森みつる
- 鳥居耀蔵 - 山口幸生
- 旅の女 - 浅川美智子
- 尼 - 島村昌子
- お勝 - 佃和美
- 多吉 - 岡本隆
- 松五郎 - 田中弘史
- 手代 松吉 - 松尾勝人
- 女 - 和田かつら
- お杉 - 小林加奈枝
- おつね - 小野朝美
- 男 - 石沢健
- 大工 - 馬場勝義

第3話 「東海道五十三次殺し旅 三島」
- おのぶ - 加賀まりこ
- 小幡弥十郎 - 和田浩治
- 駿河屋喜左ヱ門 - 金内喜久夫
- 清吉 - 大竹修造
- 遠州屋治兵ヱ - 須賀不二男
- 鳴海屋藤兵ヱ - 伊東亮英
- やり手婆 - 上田恵子
- 刺青の女 - 山口じゅん
- カゴヤ - 広田和彦（2回目）
- カゴヤ - 鈴木義章
- 用心棒 - 馬場勝義（2回目）
- 用心棒 - 東悦次（2回目）
- 用心棒 - 丸尾好広

第4話 「東海道五十三次殺し旅 原宿」
- しの - 今出川西紀
- 小一郎 - 河原崎次郎
- 関屋弥作 - 不破潤
- 白石 - 遠山欽
- 清秀尼 - 三木みち
- 侍女 - 宮本毬子
- 伊川新兵ヱ - 美山晋八
- 役人 - 横堀秀勝
- 浴客 - 諸木淳郎
- 宿の亭主 - 伊波一夫
- 番士 - 渡辺憲悟
- 番士 - 新郷隆
- 前沢彦十郎 - 草薙幸二郎

第5話 「東海道五十三次殺し旅 府中」
- 壺屋春之助 - ピーター
- 壺屋岩蔵 - 大林丈史
- 乙吉 - 大和田進
- 鬼太郎 - アキ竹城
- お咲 - 池田美智子
- 三次 - 柳川昌和
- おため - 大滝英洧子
- お仲 - 三笠敬子
- 役人 - 美樹博
- 役人 - 宮川珠季
- 次助 - 美鷹健児（2回目）
- 人足 - 広田和彦（3回目）
- 人足 - 鈴木義章（2回目）
- 人足 - 中下博文
- 手下 - 平井靖
- 手下 - 木沢雅博
- 旅人 - 蔵田哲雄
- 旅人 - 国府宏充

第6話 「東海道五十三次殺し旅 日坂」
- 清太郎 - 綿引洪（現・勝彦）
- 角造 - 志賀勝
- おふじ - 赤木美絵
- おその - 志摩みずえ
- 代貸 - 天王寺虎之助
- おわか - 奈三恭子
- 儀十 - 鈴木金哉
- 主人 - 日高久
- 治ヱ門 - 原聖四郎
- 源次 - 黛康太郎
- 権次 - 広田和彦（4回目）
- 男衆 - 松尾勝人（2回目）
- おつゆ - 中塚和代
- 百姓女 - 服部明美
- 百姓女 - 岩崎美也子
- おこま - 桑原浩子
- 作造 - 古山嘉章
- 太吉 - 雨宮球子

第7話 「東海道五十三次殺し旅 荒井」
- 志ま - 鮎川いづみ（現・いずみ）
- 文次郎 - 石田信之
- 五味重四郎 - 深江章喜
- 仙次 - 唐沢民賢
- 次助 - 山本一郎
- 原口 - 堀北幸夫（2回目）
- 中井 - 伊波一夫（2回目）
- 侍 - 東悦次（3回目）
- 侍 - 丸尾好広（2回目）
- 船頭 - 水上埜太郎
- 役人 - 美鷹健児（3回目）
- 役人 - 鈴木義章（3回目）
- 善兵ヱ - 浜村純

第8話 「東海道五十三次殺し旅 藤川」
- 村瀬重太郎 - 和崎俊哉
- おせん - 西崎みどり
- 上田徳兵衛 - 松山照夫
- 嘉助 - 寺島雄作
- 吾作 - 大迫ひでき
- 医者 - 伊波一夫（3回目）
- 馬乗の侍 - 東悦次（4回目）
- 馬方 - 島田正六
- 馬方 - 松尾勝人（3回目）
- 馬方 - 平井靖（2回目）
- 馬丁 - 丸尾好広（3回目）
- 馬丁 - 扇田喜久一
- 馬丁 - 木沢雅博

第9話 「東海道五十三次殺し旅 鳴海」
- 鳴海の重蔵 - 山本麟一
- お葉 - 横山リエ
- 多七 - 佐野守
- 半次 - 田渕岩夫
- 子分 - 出水憲司
- 掏摸 - 松尾勝人（4回目）
- 益田屋 - 藤川準
- 旦那衆 - 伊波一夫（4回目）
- 旦那衆 - 山内八郎
- 旦那衆 - 水上埜太郎（2回目）
- 女 - 河野元子
- 手下 - 平井靖（3回目）
- 手下 - 鈴木義章（4回目）
- 手下 - 扇田喜久一（2回目）
- 手下 - 広田和彦（5回目）

第10話 「東海道五十三次殺し旅 桑名」
- おしの - 井原千寿子
- 角屋善兵衛 - 桑山正一
- 守村勘十 - 千葉敏郎
- 市兵衛 - 玉生司郎
- 小吉 - 桜木健一
- 卯の - 吉田良全
- 辰吉 - 田中弘史
- 弥助 - 松田明（2回目）
- 番頭 - 大月正太郎
- まつ - 松井加代子
- 女 - 和田かつら（2回目）
- 女中 - 藪本満子
- 女中 - 中谷郁美
- 女中 - 岩崎美也子
- 舟大工 - 美鷹健児（4回目）
- 舟大工 - 扇田喜久一（3回目）
- 舟大工 - 山内八郎（2回目）

第11話 「東海道五十三次殺し旅 庄野」
- 巳之助 - 三ツ木清隆
- おるい - 幸真喜子
- 村田屋清兵ヱ - 神田隆
- 辰造 - 五味龍太郎
- 嘉平 - 市川男女之助
- 矢代 - 浜田雄史
- おまさ - 酒井久美子
- 商人 - 松尾勝人（5回目）
- 商人 - 丸尾好広（4回目）
- 商人 - 平井靖（4回目）
- 女中 - 服部明美
- 女中 - 中谷郁美（2回目）
- 百姓 - 加藤正記

第12話 「東海道五十三次殺し旅 大津」
- 服部重四郎 - 石橋蓮司
- おしま - 佐野アツ子
- 宗右衛門 - 浜田寅彦
- 捨吉 - 江幡高志
- 運慶 - 梅津栄
- 茂助 - 入江慎也
- 女将 - 中野みさよ
- 店の女 - 斎藤典子
- 作次 - 暁新太郎
- 手代 - 鈴木義章（5回目）
- 手代 - 広田和彦（6回目）

第13話 「東海道五十三次殺し旅 京都」
- 佐市 - 山田吾一
- 千代 - 服部妙子
- 久我 - 北上弥太朗
- 斎藤嘉兵ヱ - 外山高士
- 目明し 安次 - 西田良
- 村野武一郎 - 美鷹健児（5回目）
- 清吉 - 鈴木義章（6回目）
- お千代 - 山田恵美
- 大原女 - 中塚和代
- お房 - 和田かつら（3回目）
- およね - 志岐内竜子

## 殺し技
蘭兵衛
お艶から手渡された細身の仕込杖で悪人を斬る、急所を刺す。殺しの際には黒子の衣装を身にまとう。
ブラ平
口に含んだ油を手に持った蝋燭の火ごと、悪人に吹き付け、炎に巻き込み焼き殺す。殺しの際は舞台衣装と思われる鎧兜を身にまとう。
家屋などに火を点けて、獲物の注意を逸らすなど、他メンバーの殺しの支援にも使われる。
噺し家塩八
巧みな話術で悪人に催眠術を掛けて、屋根に昇らせてから転落死させる。
脚本案では講釈に用いる扇の骨の部分に仕込んだ針を抜いて投げ、相手の額に刺すという、全く違った物だった。
小駒
回転する独楽を悪人の額に飛ばし、その鉄芯で脳髄を貫通させる。
泣き節お艶
三味線の撥で悪人の喉を切り裂き、首筋を突き刺す。簪を使用したことがある（第10話）。

## スタッフ
- 製作 - 山内久司、仲川利久（朝日放送）、櫻井洋三（松竹）
- 脚本 - 早坂暁（オープニング ナレーションも担当）、野上龍雄、安倍徹郎、村尾昭、保利吉紀、中村勝行[19]
- 音楽 - 平尾昌晃
- 次回予告ナレーター - 野島一郎
- 監督 - 工藤栄一、蔵原惟繕、南野梅雄、松野宏軌、森﨑東
- 制作協力 - 京都映画撮影所（現・松竹撮影所）
- 制作 - 朝日放送、松竹

## 主題歌
- みずきあい「惜雪」（ビクターレコード）
作詞：喜多条忠、作曲：平尾昌晃、編曲：竜崎孝路

## 放送日程
| 話数   | 放送日         | サブタイトル                | 脚本     | 監督     |
| ------ | -------------- | --------------------------- | -------- | -------- |
| 第1話  | 1977年11月18日 | 東海道五十三次殺し旅 日本橋 | 早坂暁   | 工藤栄一 |
| 第2話  | 11月25日       | 東海道五十三次殺し旅 戸塚   | 早坂暁   | 工藤栄一 |
| 第3話  | 12月02日       | 東海道五十三次殺し旅 三島   | 野上龍雄 | 蔵原惟繕 |
| 第4話  | 12月09日       | 東海道五十三次殺し旅 原宿   | 野上龍雄 | 蔵原惟繕 |
| 第5話  | 12月16日       | 東海道五十三次殺し旅 府中   | 安倍徹郎 | 蔵原惟繕 |
| 第6話  | 12月23日       | 東海道五十三次殺し旅 日坂   | 村尾昭   | 南野梅雄 |
| 第7話  | 12月30日       | 東海道五十三次殺し旅 荒井   | 安倍徹郎 | 南野梅雄 |
| 第8話  | 1978年01月06日 | 東海道五十三次殺し旅 藤川   | 保利吉紀 | 南野梅雄 |
| 第9話  | 1月13日        | 東海道五十三次殺し旅 鳴海   | 中村勝行 | 松野宏軌 |
| 第10話 | 1月20日        | 東海道五十三次殺し旅 桑名   | 保利吉紀 | 松野宏軌 |
| 第11話 | 1月27日        | 東海道五十三次殺し旅 庄野   | 中村勝行 | 松野宏軌 |
| 第12話 | 2月03日        | 東海道五十三次殺し旅 大津   | 保利吉紀 | 南野梅雄 |
| 第13話 | 2月10日        | 東海道五十三次殺し旅 京都   | 早坂暁   | 森崎東   |

## ネット局
系列は放送当時のもの。
| 放送対象地域   | 放送局           | 系列                                         | 備考                                          |
| -------------- | ---------------- | -------------------------------------------- | --------------------------------------------- |
| 近畿広域圏     | 朝日放送         | テレビ朝日系列                               | 制作局                                        |
| 関東広域圏     | テレビ朝日       | テレビ朝日系列                               |                                               |
| 北海道         | 北海道テレビ     | テレビ朝日系列                               |                                               |
| 青森県         | 青森放送         | 日本テレビ系列 テレビ朝日系列                |                                               |
| 岩手県         | 岩手放送         | TBS系列                                      | 現・IBC岩手放送                               |
| 宮城県         | 東日本放送       | テレビ朝日系列                               |                                               |
| 秋田県         | 秋田テレビ       | フジテレビ系列                               |                                               |
| 山形県         | 山形放送         | 日本テレビ系列                               |                                               |
| 福島県         | 福島テレビ       | TBS系列 フジテレビ系列                       |                                               |
| 新潟県         | 新潟総合テレビ   | フジテレビ系列 日本テレビ系列 テレビ朝日系列 | 現・NST新潟総合テレビ                         |
| 長野県         | 長野放送         | フジテレビ系列                               |                                               |
| 山梨県         | テレビ山梨       | TBS系列                                      |                                               |
| 富山県         | 富山テレビ       | フジテレビ系列                               |                                               |
| 石川県         | 北陸放送         | TBS系列                                      |                                               |
| 福井県         | 福井テレビ       | フジテレビ系列                               |                                               |
| 静岡県         | 静岡放送         | TBS系列                                      |                                               |
| 中京広域圏     | 名古屋テレビ     | テレビ朝日系列                               |                                               |
| 鳥取県・島根県 | 山陰放送         | TBS系列                                      |                                               |
| 岡山県         | テレビ岡山       | フジテレビ系列 テレビ朝日系列                | 現・岡山放送 当時の放送免許エリアは岡山県のみ |
| 広島県         | 広島ホームテレビ | テレビ朝日系列                               |                                               |
| 山口県         | テレビ山口       | TBS系列 フジテレビ系列 テレビ朝日系列        |                                               |
| 徳島県         | 四国放送         | 日本テレビ系列                               |                                               |
| 香川県         | 瀬戸内海放送     | テレビ朝日系列                               | 当時の放送免許エリアは香川県のみ              |
| 愛媛県         | 南海放送         | 日本テレビ系列                               |                                               |
| 高知県         | テレビ高知       | TBS系列                                      |                                               |
| 福岡県         | 九州朝日放送     | テレビ朝日系列                               |                                               |
| 長崎県         | 長崎放送         | TBS系列                                      |                                               |
| 熊本県         | 熊本放送         | TBS系列                                      |                                               |
| 大分県         | 大分放送         | TBS系列                                      |                                               |
| 宮崎県         | 宮崎放送         | TBS系列                                      |                                               |
| 鹿児島県       | 南日本放送       | TBS系列                                      |                                               |

## 備考
- 人知を超えた力には勝てず、悪事の根源である標的と悪徳商人を殺せずに終わる回がある[21]。最終話はラスボスの顔にお艶が凶器である三味線の撥を投げ付けるが決着は不明のままでトランジション（別場面に転換）された。
- 鮎川いづみ（現・いずみ）が被害者役でゲスト出演したが『必殺仕事人』の何でも屋の加代と違い、悪徳奉行の前では毅然とした態度を取るシリアスな演技を見せた（第7話）。
- 『暗闇仕留人』『必殺仕業人』で主題歌を唄った西崎みどりが女馬方役でゲスト出演。馬追い歌を披露した（第9話）。

## 前後番組
| テレビ朝日系 金曜22時台（当時は朝日放送の制作枠） | テレビ朝日系 金曜22時台（当時は朝日放送の制作枠）    | テレビ朝日系 金曜22時台（当時は朝日放送の制作枠）                    |
| 前番組                                            | 番組名                                               | 次番組                                                               |
| ------------------------------------------------- | ---------------------------------------------------- | -------------------------------------------------------------------- |
| 新・必殺仕置人 （1977年1月21日 - 1977年11月4日）  | 新 必殺からくり人 （1977年11月18日 - 1978年2月10日） | 江戸プロフェッショナル・必殺商売人 （1978年2月17日 - 1978年8月18日） |